# Nocturnes (Uh Huh Her)
Nocturnes è il secondo album, autoprodotto, delle Uh Huh Her, pubblicato l'11 ottobre 2011 negli Stati Uniti.
L'album si differenzia molto dal precedente, decisamente più maturo sia nei testi che nelle sonorità. In questo progetto sono maggiori le influenze rock e gli effetti dei sintetizzatori più scuri e miscelati perfettamente fra di loro, lasciando il retrogusto di un pop maturo e ben calibrato.
L'album è piacevole e scorre molto bene fino alla fine; anche le tracce sono meglio distribuite seppure non manchi la stessa formula dell'album precedente, un inizio movimentato che finisce con una melodica ballata.
Nocturnes è stato concepito dal gruppo, come suggerisce il nome, principalmente di notte sotto le influenze del rock anni '70 e della new wave, ascoltate maggiormente nel periodo di progettazione dell'album.
Questo suggerisce che la direzione della band sia sempre più rock; in realtà, come ammesso dalle due, l'album è nato prima dell'ep che lo precede, decisamente di stampo più pop-elettronico/new wave e che rappresenta meglio ciò che hanno in testa per progetti futuri.

## Tracce
1. Marstorm – 4:06
2. Another Case – 3:25
3. Disdain – 2:53
4. Wake to sleep – 4:14
5. Human Nature – 4:32
6. Many Colors – 2:32
7. Debris – 2:49
8. Criminal – 4:17
9. Same High – 4:02
10. Darkness Is – 3:39
11. Time Stands Still – 4:16

## Video
- "Another Case" (2011)
- "Debris" (2011)
- "Wake To Sleep" (2012)
- "Human Nature" (2012)